# Felipe Parellada Alegret
Felipe Parellada Alegret (Geltrú, 30 de noviembre de 1628 - Gerona, 5 de septiembre de 1669) fue un compositor y maestro de capilla español.
No debe ser confundido con su hijo, Felipe Parellada Mata, que ocupó el mismo cargo de maestro de capilla de la Catedral de Gerona de 1669 a 1682. Existen numerosos textos que los consideran como un maestro de capilla llamado «Felipe Parellada» activo de 1664 a 1682.

## Vida
Hijo de Felipe Parellada y Caterina Alegret y heredero del Mas Parellada en Geltrú, se desconoce cómo fue su juventud o su formación musical.
Casado con María Mata Llanussa hacia 1650, ya se encontraba ya en Gerona en la década de 1660. El primer hijo, llamado Gabriel, nació en 1651, nombrado en honor al abuelo, que también se llamaba Gabriel. En 1661 ya ejercía el cargo de maestro de canto en la Catedral de Gerona, posiblemente de forma interina, tal como indica el libro de bautismo de su sexto hijo, Juan. El registro parece indicar que la mujer, María, permaneció inicialmente en Geltrú en casa de sus padres y es allí donde bautizaron al hijo.

Fill de Felip Parellada, mestre de Capella de la Seu de Girona y Maria, habitant en casa de Gabriel Mata, pagès de Vilanova
Hijo de Felipe Parellada, maestro de capilla de la Seo de Gerona y María habitando en la casa de Gabriel Mata
Libro de bautismo de la parroquia de Santa María de la Geltrú

El magisterio de la metropolitana gerundense había quedado vacante el 27 de marzo de 1663 por jubilación del maestro José Mestres y el cabildo se decidió por Perellada, que a pesar de estar casado y con hijos, era un músico conocido y activo en la catedral. Se desconocen las circunstancias exactas del acceso al cargo.
Consta en los registros de bautizos de la parroquia mayor de San Félix de Gerona que el 29 de marzo de 1663 fue bautizada su hija:

Vuÿ als vint y nou de març de mil si cents sexanta y tres fou batejada Anna Paula Catharina Narcisa filla legítima y natal. de Phelip Perallada mestra de Cant de la Seu de Gerona y de Maria muller sua.
Hoy a los veinte y nueve de marzo de mil seiscientos sesenta y tres fue bautizada Anna Paula Catharina Narcisa hija legítima y natal. de Phelip Perellada maestra de Canto de la Sede de Gerona y de María mujer suya.
Libro de bautismo de la parroquia de San Félix de Gerona, 29 de marzo de 1663

Y el 15 de enero de 1666 lo fue su hijo: 

Vuÿ als quinsa de janer de mil si cents sexanta y si fou batejat Francisco Pau, Mariano, Narcís, fill legítim y natural de Philip Perallada mestra de cant de la Seu de Gerona y de Maria muller sua.
Hoy a los quince de enero de mil seiscientos sesenta y si fue bautizado Francisco Pau, Mariano, Narcis, hijo legítimo y natural de Philip Perallada maestra de canto de la Sede de Gerona y de María mujer suya.
Libro de bautismo de la parroquia de San Félix de Gerona, 15 de enero de 1666

Posteriormente tuvo una hija que consta en el registro de bautismos de la Catedral de Gerona a fecha de 24 de enero de 1668: 

Als vint ÿ quatra del mes de janer del anÿ mil sis cents sexanta ÿ vuÿt [...] en las fonts baptismals de dita Iglesia es estada batejada Orozia Paula Cecilia Narcisa filla legítima y natural de Felip Parellada mestre de Capella de dita Seu y de Maria muller sua.
A los veine y cuatro del mes de enero del año mil seis cientos sesenta y ocho [...] en las fuentes bautismales de dicha Iglesia ha sido bautizada Orozia Paula Cecilia Narcisa hija legítima y natural de Felip Parellada maestro de Capilla de dicha Sede y de María mujer suya»
Libro de bautismo de la Catedral de Gerona, 24 de enero de 1668

Y un hijo póstumo bautizado en la misma sede el 3 de octubre de 1669: 

Als tres del mes de octubre mil sis cens sexanta ÿ nou [...] en las fons baptismals de dita Seu es estat batejat Jaume Joan Joseph Francesch Pau fill legítim ÿ natural de Felip Parallada qº mestre de Capella de la mateixa Seu ÿ de maria viuda de aquell.
A los tres del mes de octubre mil seis ciento sesenta ÿ nueve [...] en los fondos bautismales de dicha Sede ha sido bautizado Jaume Joan Joseph Francesch Paz hijo legítimo ÿ natural de Felip Paralada qº maestro de Capilla de la misma Sede ÿ de maría viuda de aquél.
Libro de bautismo de la Catedral de Gerona, 3 de octubre de 1669

Estos registros indican que su mujer, María, se habría trasladado a Gerona antes de 1663 y que la familia consiguió una vivienda cercana a la catedral entre 1667 y 1668.
Parellada falleció el 5 de septiembre de 1669, con 40 años, sustituyéndole en el ejercicio del magisterio de  capilla su hijo, Felipe Parellada Mata, hasta 1682.

[...] morí mº Felip Parellada, Mestre de Capella de la Seu de Gerona, conffessá y rebé lo sagrament de la extrema Unció y no rebé lo Viathic per estar en sa malaltia frenetich. Fonc soterrat als set de dit mes de setembre en lo sementiri de la Seu.
[...] falleció monseñor Felipe Parellada, maestro de capilla de la Seo de Gerona, confesó y recibió el sacramento de la extrema unción y no recibió el viático por estar su enfermedad frenético. Fue enterrado el siete de dicho mes de septiembre en el cementerio de la Seo.
Libro de óbitos de la Catedral de Gerona, 5 de septiembre de 1669

## Obra
Su obra hoy en día se conserva en los fondos musicales de la Colegiata de Manresa, Catedral de Gerona (GiC) y la iglesia parroquial de San Pedro y San Pablo de Canet de Mar (CMar).
Destaca sobre todo de su repertorio religioso, Quatro al Santísimo Sacramento, para 4 voces y un bajo continúo.